# Alfaroa costaricensis
Alfaroa costaricensis är en valnötsväxtart. Alfaroa costaricensis ingår i släktet Alfaroa och familjen valnötsväxter.

## Underarter
Arten delas in i följande underarter:
- A. c. costaricensis
- A. c. septentrionalis